# Farid Fedjer
Farid Fedjer, né le 15 juin 1965 à Courbevoie (Seine), est un acteur, réalisateur, scénariste et producteur français,.

## Filmographie

### Réalisateur
- 2001 : Philosophale
- 2002 : Le Temps du RMI

### Acteur
- 1991 : La Totale ! de Claude Zidi : le rockeur au couteau
- 1992 : Les Carnassiers d'Yves Boisset (téléfilm) : Karris
- 1994 : Killer Kid de Gilles de Maistre : Djamel
- 1997 : 100% Arabica de Mahmoud Zemmouri : Kamel
- 2001 : Philosophale
- 2007 : L'Embrasement de Philippe Triboit (téléfilm)
- 2008 : L'Instinct de mort de Jean-François Richet : le second fellagah